# Школа публичной политики имени Джеральда Р. Форда
Школа публичной политики им. Джеральда Р. Форда (Gerald R. Ford School of Public Policy) Мичиганского университета, также известная как Школа Форда является ведущим центром изучения публичной политики в США. Школа была основана в 1914 году под названием Институт публичного администрирования, а в 1999 году институт был переименован в честь бывшего президента США Джеральда Форда, который выпустился из стен Мичиганского университета в 1935 году.

## Структура школы
Школа Форда занимается широким спектром исследований публичной политики. Она известна сильной ориентацией на количественные методы. Школа разрабатывает совместные программы со Школой права Мичиганского университета, Бизнес-школой Росса, Колледжем архитектуры и городского планирования Таубмана, Школой информатики, Школой социальных работ, Школой природных ресурсов и охраны окружающей среды, Школой общественного здравоохранения, а также департаментами экономики, социологии и политических наук.

## История
Школа Форда является старейшей организацией, занимающейся публичной политикой в США. Она входила в состав Прогрессивного движения, выступавшего за «чистое» правительство и хорошо подготовленных профессиональных государственных служащих. Первые полвека своего существования Институт был сосредоточен на подготовке лиц, годных к службе в государственных и местных органов власти США.
В середине 1960-х годов научные работы в области общественных наук стали активно использовать аналитические методы. Институт был переименован в Институт исследований публичной политики и модернизировал свою учебную программу, включив тщательную подготовку в области социальных наук, в частности, количественный анализ экономических, политических и организационных вопросов. Основным направлением научных исследований преподавателей и обучения студентов стали национальные и международные вопросы политики.
В 1995 году на базе Мичиганского университета институт был реорганизован в Школу публичной политики, которая стала располагаться в Lorch Hall. С момента обретения этого статуса школа стала расширяться. В 1999 году Школа получила своё нынешнее название в честь выпускника Мичиганского университета бывшего президента США Джеральда Форда.

## Программы обучения
В настоящее время в школе возможно получить следующие степени:
- Магистр публичной политики
- Магистр государственного управления
- Доктор философии по политике или социальным наукам.

Также здесь обучают на бакалавра публичной политики. Ранее в Школе Форда можно было учиться ускорено на магистра публичной политики. Данная программа обучения работала для одаренных студентов, которые получали степень бакалавра и магистра за 5 лет.